# Dasykaluta rosamondae
Dasykaluta rosamondae е вид бозайник от семейство Торбести мишки (Dasyuridae), единствен представител на род Dasykaluta.

## Разпространение
Видът е разпространен в Австралия.